# Пилос
Пи́лос (греч. Πύλος) — город в Греции на Пелопоннесе. Расположен на побережье бухты Наварин Ионического моря — одной из удобнейших в Средиземноморье в 40 километрах к юго-западу от Каламаты. Административный центр общины Пилос-Нестор в периферийной единице Месинии в периферии Пелопоннес. Население 2345 жителей по переписи 2011 года.

## Древний Пилос. Дворец Нестора
Древний город Пилос находился в 13 километрах к северу от современного города в окрестностях хребта Ано-Энглианос (Άνω Εγκλιανός). Обнаружен в 1939 году и был исследован археологами Константиносом Куруньотисом и Карлом Блегеном. Расцвет Пилоса пришёлся на период с 1300 до 1200 годов до н. э. Разрушен большим пожаром в конце XIII века до н. э. или в начале XII века до н. э. Раскопки были прекращены с началом Второй мировой войны и продолжены с 1952 года по настоящее время. В результате была обнаружена древняя столица мифологического царя Нестора, о чём свидетельствуют руины огромного дворца Нестора (ок. 1700—1200 гг. до н. э.). Это самый сохранившийся дворец микенского периода, комплекс из четырёх основных и нескольких небольших зданий, имеющий 105 комнат. Дворец был двухэтажным и украшен фресками. Найдены 1100 табличек с Линейным письмом Б.
В 425 году до н. э. Пилос был взят афинянами после морской битвы между флотами Афин и Спарты; впрочем, Фукидид отмечает, что город в то время был заброшен.

## Палеокастро
Крепость Палеокастро, относящаяся к периоду франкократии после Четвёртого крестового похода, находится в 7 километрах к северо-западу от Пилоса на холме Корифасионе (Κορυφάσιον) у узкого входа, называемого Сикийский проезд, в гавань Наварин к северу от острова Сфактирии, к югу от пляжа Войдокилья (Βοϊδοκοιλιά). Изначально называлась Наварин (Navarino, Navarin, Ναβαρίνο) или Аварин (Avarin, Αβαρίνο). Франки называли её Порт де Жэнш (Port de Junch) от фр. jonc ситник. Построена на северной оконечности холма Корифасиона в 1287 году Николасом де Сент-Омер (фр. Nicolas II de Saint-Omer), ставшим ахейским князем после смерти Гильома II де Виллардуэн. Стены крепости были относительно тонкими, но высокими, вход в неё устроен был с юга.
После поражения в битве при Модоне в августе 1500 года, крепость сдана без боя османскому султану Баязиду II. Получила название Палеокастро, «Старая крепость», после постройки Неокастро или Нео-Наварино, «Нового Наварина» на южной стороне бухты. В венецианский и османский периоды была расширена на юг.
После трёхмесячной осады в 1821 году греческими повстанцами крепость была сдана турецким гарнизоном. Повстанцами удерживалась до 1825 года, когда после осады турецко-египетскими флотом и армией была сдана Ибрагим-паше. В бухте Наварин в октябре 1827 года состоялось Наваринское сражение между союзным русско-франко-английским флотом и турецко-египетским флотом, закончившееся поражением Ибрагим-паши. В 1828 году был основан новый Пилос, и крепость Палеокастро была заброшена.

## Ньокастро
Крепость Неокастро  построена турками в 1573 году после поражения в 1571 году в битве при Лепанто для защиты широкого южного входа в гавань Наварин и контроля морского торгового пути в Адриатическое море. Крепость имела толстые низкие наклонные стены, способные выдержать огонь артиллерии, и мощные бастионы. Два бастиона, так называемый Седьмой и Санта-Мария (Santa Maria), были направлены в сторону моря и защищали бухту и вход в неё. В самом высоком месте был возведён замок с сухим рвом, шестью пятиконечными бастионами и 60 пушками. Вход в крепость находился на юго-восточной стороне. В крепости находилась мечеть, превращенная после освобождения в церковь Преображения Спасителя. В ходе турецко-венецианской войны в 1686 году перешла к венецианцам. В ходе следующей турецко-венецианской войны в 1715 году вернулась к туркам. В 1770 году в ходе Наваринского боя крепость взята русскими экспедиционными войсками Первой Архипелагской экспедиции под руководством Алексея Григорьевича Орлова. После трёхмесячной осады в 1821 году греческими повстанцами крепость была сдана турецким гарнизоном. Английский историк Джордж Финлей в своей книге A History of Greece, написанной через 20 лет после событий, пишет, со слов греческого священника, о Наваринской резне, избиении сдавшихся турок крепости Ньокастро, чего не случилось однако со сдавшимися турками крепости Палеокастро. Крепость удерживалась повстанцами до 1825 года, когда после осады турецко-египетскими флотом и армией крепость сдана Ибрагим-паше. В бухте Наварин в октябре 1827 года состоялось Наваринское сражение между союзным русско-франко-английским флотом и турецко-египетским флотом, закончившееся поражением Ибрагим-паши. В 1828 году был основан Пилос и Ньокастро была заброшена, замок крепости превращён в тюрьму.

## Современный Пилос
В 1828 году французский экспедиционный корпус под командованием Николя Жозефа Мезона занимает Наварин и Мезон основывает Пилос.

## Наука
В районе города Пилос работает проект NESTOR — международная научная коллаборация, работающая над созданием подводного нейтринного телескопа.

## Сообщество Пилос
В общинное сообщество Пилос входит пять населённых пунктов и остров Сфактирия. Население 2767 жителей по переписи 2011 года. Площадь 38,476 квадратного километра.
| Населённый пункт   | Население (2011), человек |
| ------------------ | ------------------------- |
| Палеонерон         | 19                        |
| Пилос              | 2345                      |
| Сфактирия (остров) | 0                         |
| Схинолака          | 47                        |
| Элеофитон          | 81                        |
| Ялова              | 275                       |

## Население
| Год  | Население, человек |
| ---- | ------------------ |
| 1991 | 1989               |
| 2001 | 2111               |
| 2011 | ↗ 2345             |

## Уроженцы
- Циклитирас, Константинос (1888—1913) — золотой призёр Летних Олимпийских игр 1912 в прыжках в длину, бронзовый в прыжках в высоту.